# La Disparition de Josef Mengele
La Disparition de Josef Mengele est un roman d'Olivier Guez paru le 16 août 2017 aux éditions Grasset et ayant reçu le prix Renaudot la même année.

## Historique
L'auteur se documente et travaille durant trois années sur Josef Mengele (1911 -1979), officier allemand de la Schutzstaffel (SS), criminel de guerre qui exerça comme médecin dans le camp d'extermination d'Auschwitz durant la Seconde Guerre mondiale. Il déclare à ce propos au journal Le Monde en 2017 : « Je vivais avec lui, avec ce personnage abject, d’une médiocrité abyssale. Je montais sur le ring. Je l’affrontais. Les six premiers mois, il m’arrivait de crier son nom la nuit. »

## Résumé
Le livre raconte la fuite du médecin tortionnaire nazi Josef Mengele entre l'Allemagne et l'Amérique latine, jusqu'à sa mort en 1979 sans avoir été jugé.

## Réception critique
Pour le magazine Télérama, c'est une « formidable enquête romancée ». Le Nouvel Observateur « regrette, parfois, que l'écrivain n'ait pas jugé bon, face à certaines zones d'ombres, d'indiquer les angles morts de l'histoire qu'il raconte ».

## Adaptations
Une adaptation du roman pour le cinéma est confirmée par le producteur Charles Gillibert ; la réalisation est confiée à Kirill Serebrennikov. Le film, intitulé La Disparition de Josef Mengele (Das Verschwinden des Josef Mengele), est présenté hors-compétition au Festival de Cannes 2025.

Une adaptation au théâtre est présentée à Paris en 2025 par Mikaël Chirinian.